# كأس العراق 1998–99
فاز بهذه النسخة من بطولة لكأس العراق نادي الزوراء بعد فوزه في المباراة النهائية على نادي الطلبة بركلات الجزاء الترجيحية.

## نتائج بعض المباريات

### دور ربع النهائي
أقيمت المباريات يومي 15 شباط و1 آذار 1999:
- نادي الشرطة × نادي الجيش (3-1)، (؟-؟)
- نادي الزوراء × نادي دهوك (4-2)، (3-1)
- نادي القوة الجوية × نادي النفط (3-1)، (؟-؟)
- نادي الميناء × نادي الطلبة (1-1)، (؟-؟)

### نصف النهائي
- نادي القوة الجوية × نادي الطلبة (0-5)، (0-0) (أقيمت المبارتين يومي 15 و 22 آذار)
- نادي الشرطة × نادي الزوراء (2-2)، (2-4) (أقيمت المبارتين يومي 16 و 23 آذار)

### المباراة النهائية
أقيمت المبارة على ملعب الشعب يوم 15 أيلول وانتهت بفوز نادي الزوراء على نادي الطلبة بركلات الجزاء الترجيحية (5-4) بعد انتهاء المباراة بوقتيها الأصلي والإضافي (2-2).